# Vox (Automarke)
Vox war eine britische Automobilmarke, die 1912–1915 von der Lloyd & Plaister Ltd. in Woodgreen in London hergestellt wurde.
Es gab nur ein Modell, das Light Car. Es besaß einen wassergekühlten Zweizylinder-Zweitaktmotor mit 0,8 l Hubraum. Die Wagen hatte einen Radstand von 2.362 mm und eine Spurweite von 1.168 mm.
Der Erste Weltkrieg beendete die Fertigung.

## Modelle
| Modell    | Bauzeitraum | Zylinder | Hubraum | Radstand |
| --------- | ----------- | -------- | ------- | -------- |
| Light Car | 1912–1915   | 2 Reihe  | 774 cm³ | 2362 mm  |

## Quelle
- David Culshaw, Peter Horrobin: The Complete Catalogue of British Cars 1895–1975. Veloce Publishing plc. Dorchester (1999). ISBN 1-874105-93-6